# GWR Star Class
GWR Star Class — тип ширококолейных пассажирских паровозов Большой западной железной дороги (GWR) с осевой формулой 1-1-1. Паровозы-родоначальники типа были разработаны и построены в двух экземплярах Робертом Стефенсоном и прослужили на дороге с ноября 1838 года по апрель 1864-го и с ноября 1841-го по сентябрь 1871 года соответственно.
Всего было построено 12 паровозов этого типа, которые получили названия небесных тел, но не научные, а разговорные или романтизированные.

## «Северная звезда» и «Утренняя звезда»
Эти два паровоза были построены заводом Robert Stephenson & Co. в 1836 году для железной дороги Нового Орлеана с колеёй 5 ф. 6 д. (1676 мм), но у дороги возникли финансовые трудности. Стефенсон с подачи Дэниела Гуча, переделав паровозы на брюнелевскую колею, продал их GWR. У «Северной звезды» также сменили диаметр движущих колёс с 6 ф. 6 д. (1981 мм) на 7 ф. 0 д. (2134 мм).

### «Северная звезда» (1837—1871)
«Северная звезда» прибыла на станцию Мэйденхед-бридж на барже 28 ноября 1837 года и 31 мая 1838-го вела первый поезд для директоров компании. В 1854 году его перестроили с увеличением хода поршня до 18 дюймов (457 мм) и колёсной базы на 1 фут (305 мм). Паровоз был списан в 1871 году, но сохранялся в Суиндоне вместе с «Повелителем островов» до 1906 года, когда был разобран, но многие части удалось сохранить для постройки реплики.

### «Утренняя звезда» (1839—1869)
Второй паровоз запоздал на 14 месяцев относительно первого и прибыл с колёсами меньшего диаметра, 6 ф. 6 д. (1981 мм), как был построен для Новоорлеанской дороги.

## Остальные паровозы
«Северная» и «Утренняя звезда», в отличие от многих других из первых 19 паровозов, заказанных Брюнелем для дороги на разных заводах, работали успешно, и Гуч заказал Стефенсону ещё 10 паровозов (с небольшими изменениями), которые были построены в 1839-41 годах:
- «Яркая звезда» (1841—1864);
- «Собачья звезда» (1839—1869) — после списания был стационарным котлом на станции Паддингтон;
- «Вечерняя звезда» (1839—1871);
- «Путеводная звезда» (1841—1870) англ. Lode Star[5];
- «Полярная звезда» (1840—1870) — паровоз построен с диаметром цилиндров 151⁄2 ″ (394 мм) и ходом поршня 18 ″ (457 мм), затем перестроен в танк-паровоз 2-1-1T;
- «Красная звезда» (1840—1865) — также был перестроен в 2-1-1T танк-паровоз;
- «Восходящая звезда» (1840—1871) — паровоз имел осевую базу 14 ф. 6 д. (4420 мм), был перестроен в 2-1-1T. 7 сентября 1841 года возле станции Чиппенгэм он проехал завал, образовавшийся в результате оползня, в то время как поезд с прицепленным сзади «Тигром» сошёл с рельсов;
- «Королевская звезда» (1841—1871) — паровоз был построен с цилиндрами диаметром 151⁄2 ″ (394 мм) и ходом поршня 19 ″ (483 мм), осевой базой 12 ф. 7 д. (3835 мм);
- «Падающая звезда» (1841—1871) — перестроен в 2-1-1-T;
- «Западная звезда» (1841—1866) — паровоз построен с цилиндрами диаметром 151⁄2 ″ (394 мм) и ходом поршня 19 ″ (483 мм), осевой базой 12 ф. 7 д. (3835 мм). После списания служил стационарным котлом на станции Оксфорд.

## Реплика

Реплика «Северной звезды» (Суиндон)
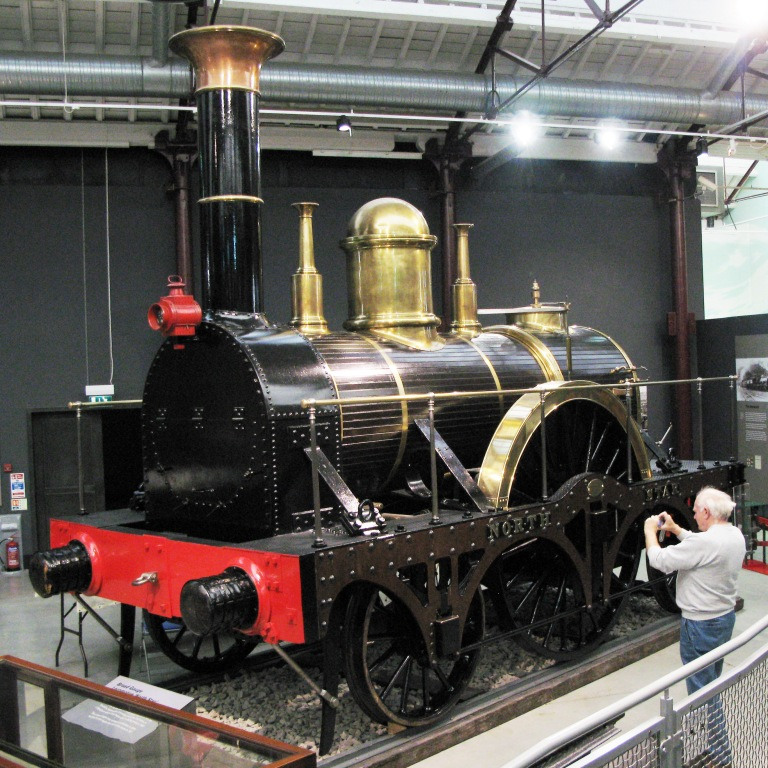
2008 г.
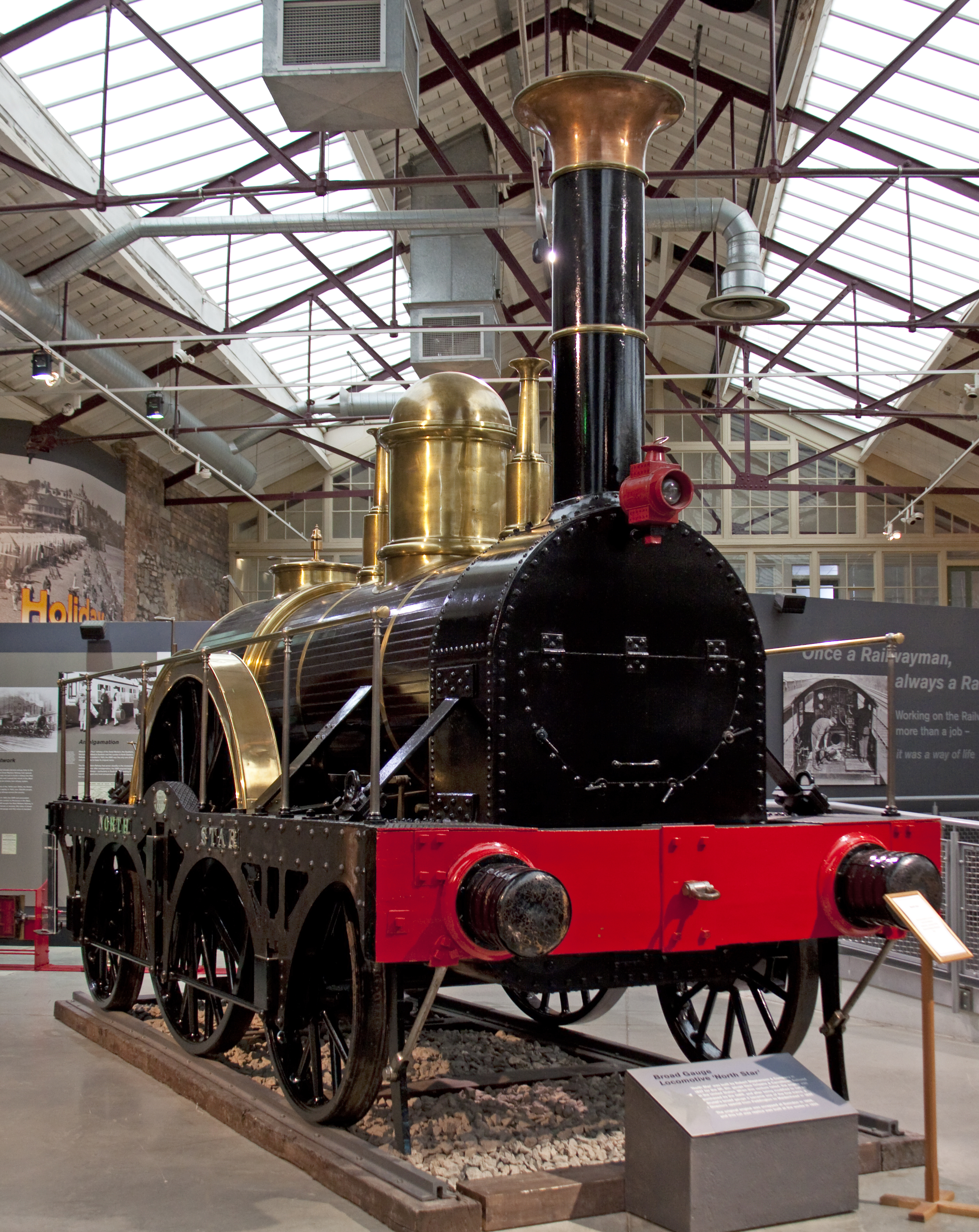
2011 г.

Неработоспособная реплика «Северной звезды» была построена в 1923 году к параду паровозов в честь столетия основания компании, построившей железную дорогу Ливерпуль—Манчестер. Она хранится в Суиндонском музее паровых железных дорог.
В реплике использованы некоторые детали от подлинной «Северной звезды», которую разобрали не позже 1906 года. Реплика снималась в фильме к столетию GWR в 1935 году, но её толкали другим локомотивом.